# Nuriye Ulviye Mevlan Civelek
Nuriye Ulviye Mevlan Civelek, (1893-1964) est une journaliste, turque, défenseure des droits des femmes et une suffragette. Elle est la fondatrice du premier magazine féministe turc, Kadınlar Dünyası, mais aussi de l'organisation des droits de la femme musulmane en Turquie, Müdafaa-i Hukuk-i Nisvan Cemiyeti. Son magazine est le premier à publier la photo d'une musulmane.

## Biographie
Nuriye Ulviye Yediç naît en 1893, probablement à Hacıvelioba, Gönen (tr) dans l'Empire ottoman, bien que certaines sources donnent son lieu de naissance en Syrie et que d'autres indiquent qu'elle soit née à Göreme, en Turquie. Elle est la fille de Safiye Hanım et Mahmut Yediç. Son père était agriculteur adyguéen et avait été obligé de fuir la Ciscaucasie après l'invasion par l'Empire russe lors de la guerre du Caucase.
En raison de revers financiers, la famille vit dans des conditions appauvries et envoie sa fille vivre au palais de Yıldız, alors qu'elle a six ans, où elle est élevée. Selon la coutume, elle est mariée à l'âge de treize ans, en 1906. Son premier mari, Hulusi Bey, est un frère adoptif du sultan, mais il meurt peu après le mariage.